# Leucina N-acetiltransferasi
La leucina N-acetiltransferasi è un enzima appartenente alla classe delle transferasi, che catalizza la seguente reazione:
acetil-CoA + L-leucina ⇄ CoA + N-acetil-L-leucina
Il propanoil-CoA può agire da donatore, ma più lentamente. Possono anche agire da accettori la L-arginina, la L-valina, la L-fenilalanina e i peptidi contenenti L-leucina.